# 禹貢錐指
《禹貢錐指》，研究禹貢的書籍，清初經學家、地理學家胡渭撰，凡二十卷。
自漢代起，研究《禹貢》已成為專門的學問，郑玄、马融、王肃、孔颍达、蔡沈等历代注释、疏证者不可胜数。宋代有毛晃《禹貢指南》，程大昌《禹貢論》及《禹貢山川地理圖》。明代地理学家徐霞客写《江源考》一文，否定“岷山导江”之说，提出长江正源为金沙江的观点。胡渭精於輿地之學，講解《禹貢》甚精當。胡渭認為歷代以來的經學家對《尚書·禹貢篇》注釋有不少錯誤，立志寫一本《禹貢》專書。康熙二十八年（1689年）冬，胡渭參與纂修《大清一統志》於洞庭山，與精於地理之學者無錫顧祖禹、常熟黃儀等互相討論，期間钞录大量的资料，为撰写《禹贡锥指》做好准备。三十三年七月，徐乾学死，书局星散，胡渭返回故乡，閉門著述。康熙四十二年（1703年），成書二十卷，《禹貢錐指》成為研究《禹貢》的集大成之作。《禹貢錐指》之名取《莊子·秋水篇》「以管窺天，以錐指地」之意。康熙四十二年，清圣祖南巡，胡渭撰《平成颂》一篇，連同《禹贡锥指》诣献，圣祖深嘉之，御書「耆年篤學」四大字賜之。
本書也有失誤。胡渭稱徐霞客的《江源考》不足道，说他“恐未必身历其地。徒恃其善走，大言以欺人耳！非但不学无识也。”